# جويرمو فرانكو
جويرمو فرانكو (بالإسبانية: Guillermo Franco)‏ (21 مايو 1983 ببوينس آيرس في الأرجنتين - ) هو لاعب كرة قدم أرجنتيني في مركز الدفاع. لعب مع أتليتيكو رافائيلا وخميناسيا خوخوي وديفنسا خوستيكا وغودوي كروز ولوس أنديس وIndependiente Rivadavia ‏ وDeportivo Maipú ‏ وHuracán de San Rafael ‏.

## وصلات خارجية
- جويرمو فرانكو على موقع قاعدة بيانات كرة القدم.إي يو (الإنجليزية)